# Lista zwyciężczyń tytułu Miss Earth
Poniższa tabela przedstawia laureatki konkursu Miss Earth.

## Lista zwyciężczyń tytułu Miss Earth
| Rok  | Miss Earth              | Kraj                  | Miejsce rozgrywania konkursu |
| ---- | ----------------------- | --------------------- | ---------------------------- |
| 2001 | Catharina Svensson      | Dania*                | Quezon City, Filipiny        |
| 2002 | Džejla Glavović^        | Bośnia i Hercegowina* | Pasay, Filipiny              |
| 2002 | Winfred Omwakwe         | Kenia*                | Pasay, Filipiny              |
| 2003 | Dania Prince            | Honduras*             | Quezon City, Filipiny        |
| 2004 | Priscilla Meirelles     | Brazylia*             | Quezon City, Filipiny        |
| 2005 | Alexandra Braun Waldeck | Wenezuela*            | Quezon City, Filipiny        |
| 2006 | Hil Hernández           | Chile*                | Manila, Filipiny             |
| 2007 | Jessica Trisko          | Kanada*               | Quezon City, Filipiny        |
| 2008 | Karla Henry             | Filipiny*             | Pampanga, Filipiny           |
| 2009 | Larissa Ramos           | Brazylia*             | Boracay, Filipiny            |
| 2010 | Nicole Faria            | Indie                 | Nha Trang, Wietnam           |
| 2011 | Olga Álava              | Ekwador*              | Quezon City, Filipiny        |
| 2012 | Tereza Fajksová         | Czechy                | Muntinlupa, Filipiny         |
| 2013 | Alyz Henrich            | Wenezuela*            | Muntinlupa, Filipiny         |
| 2014 | Jamie Herrell           | Filipiny*             | Quezon City, Filipiny        |
| 2015 | Angelia Ong             | Filipiny*             | Wiedeń, Austria              |
| 2016 | Katherine Espín         | Ekwador*              | Pasay, Filipiny              |
| 2017 | Karen Ibasco            | Filipiny*             | Pasay, Filipiny              |
| 2018 | Nguyễn Phương Khánh     | Wietnam               | Pasay, Filipiny              |
| 2019 | Nellys Pimentel         | Portoryko             | Parañaque, Filipiny          |
| 2020 | Lindsey Coffey          | Stany Zjednoczone     | Wirtualna Koronacja          |
| 2021 | Destiny Wagner          | Belize                | Wirtualna Koronacja          |
| 2022 | Mina Sue Choi           | Korea Południowa      | Parañaque                    |
| 2023 | Drita Ziri              | Albania               | Ho Chi Minh                  |

- ^Džejla Glavović została zdetronizowana 23 maja 2003 r.
- Część zgrupowania Miss Earth 2007 odbyła się w Wietnamie.

### Najwięcej sukcesów
| Liczba zdobytych tytułów Miss Earth | Kraj                                                                                        |
| ----------------------------------- | ------------------------------------------------------------------------------------------- |
| 4                                   | Filipiny                                                                                    |
| 2                                   | Brazylia, Ekwador, Wenezuela                                                                |
| 1                                   | Chile, Czechy, Dania, Honduras, Indie, Kanada, Kenia, Wietnam, Stany Zjednoczone, Portoryko |

## Tytuły wicemiss

### Lista zwyciężczyń tytułu Miss Powietrza
Poniższa lista przedstawia zwyciężczynie tytułu Miss Powietrza (ang. Miss Air) odpowiadającemu na konkursie Miss Earth tytułowi 1. wicemiss.
| Rok  | Państwo           | Uczestniczka              |
| ---- | ----------------- | ------------------------- |
| 2001 | Brazylia          | Simone Régis              |
| 2002 | Kenia             | Winfred Adah Omwakwe^     |
| 2002 | Jugosławia        | Slađana Božović           |
| 2003 | Brazylia          | Priscila Poleselo Zandoná |
| 2004 | Martynika         | Murielle Celimene         |
| 2005 | Dominikana        | Amell Santana             |
| 2006 | Indie             | Amruta Patki              |
| 2007 | Indie             | Pooja Chitgopekar         |
| 2008 | Tanzania          | Miriam Odemba             |
| 2009 | Filipiny          | Sandra Seifert            |
| 2010 | Ekwador           | Jennifer Pazmiño          |
| 2010 | Rosja             | Viktoria Shchukina        |
| 2011 | Brazylia          | Driely Bennettone         |
| 2012 | Filipiny          | Stephany Stefanowitz      |
| 2013 | Austria           | Katia Wagner              |
| 2014 | Stany Zjednoczone | Andrea Neu                |
| 2015 | Australia         | Dayanna Grageda           |
| 2016 | Kolumbia          | Michelle Gómez            |
| 2017 | Australia         | Nina Robertson            |
| 2018 | Austria           | Melanie Mader             |
| 2019 | Stany Zjednoczone | Emanii Davis              |
| 2020 | Wenezuela         | Stephany Zreik            |
| 2021 | Stany Zjednoczone | Marisa Butler             |

^przejęła obowiązki Miss Earth 2002
| Liczba zdobytych tytułów Miss Powietrza | Kraj                                                                    |
| --------------------------------------- | ----------------------------------------------------------------------- |
| 3                                       | Brazylia                                                                |
| 2                                       | Indie, Filipiny, Stany Zjednoczone, Austria, Australia                  |
| 1                                       | Dominikana, Jugosławia, Martynika, Tanzania, Rosja, Kolumbia, Wenezuela |

### Lista zwyciężczyń tytułu Miss Wody
Poniższa lista przedstawia zwyciężczynie tytułu Miss Wody (ang. Miss Water) odpowiadającemu na konkursie Miss Earth tytułowi 2. wicemiss.
| Rok  | Państwo           | Uczestniczka              |
| ---- | ----------------- | ------------------------- |
| 2001 | Kazachstan        | Margarita Kravtsova       |
| 2002 | Jugosławia        | Sladjana Bozovic          |
| 2002 | Grecja            | Juliana Patricia Drossou  |
| 2003 | Kostaryka         | Marianela Zeledón Bolaños |
| 2004 | Tahiti            | Stéphanie Lesage          |
| 2005 | Polska            | Katarzyna Borowicz        |
| 2006 | Filipiny          | Catherine Untalan         |
| 2007 | Wenezuela         | Silvana Santaella         |
| 2008 | Meksyk            | Abigail Elizalde          |
| 2009 | Wenezuela         | Jessica Barboza           |
| 2010 | Tajlandia         | Watsaporn Wattanakoon     |
| 2011 | Filipiny          | Athena Imperial           |
| 2012 | Wenezuela         | Osmariel Villalobos       |
| 2013 | Tajlandia         | Punika Kulsoontornrut     |
| 2014 | Wenezuela         | Maira Rodríguez           |
| 2015 | Stany Zjednoczone | Brittany Payne            |
| 2016 | Wenezuela         | Stephanie de Zorzi        |
| 2017 | Kolumbia          | Juliana Franco            |
| 2018 | Kolumbia          | Valeria Ayos              |
| 2019 | Czechy            | Klára Vavrušková          |
| 2020 | Filipiny          | Roxanne Allison Baeyens   |
| 2021 | Chile             | Romina Denecken           |

| Liczba zdobytych tytułów Miss Wody | Kraj                                                                                        |
| ---------------------------------- | ------------------------------------------------------------------------------------------- |
| 5                                  | Wenezuela                                                                                   |
| 3                                  | Filipiny                                                                                    |
| 2                                  | Kolumbia                                                                                    |
| 1                                  | Tajlandia, Kazachstan, Kostaryka, Meksyk, Polska, Tahiti, Grecja, Stany Zjednoczone, Czechy |

### Lista zwyciężczyń tytułu Miss Ognia
Poniższa lista przedstawia zwyciężczynie tytułu Miss Ognia (ang. Miss Fire) odpowiadającemu na konkursie Miss Earth tytułowi 3. wicemiss.
| Rok  | Państwo             | Uczestniczka             |
| ---- | ------------------- | ------------------------ |
| 2001 | Argentyna           | Daniela Stucan           |
| 2002 | Grecja              | Juliana Patricia Drossou |
| 2002 | Finlandia           | Elina Hurve              |
| 2003 | Polska              | Marta Matyjasik          |
| 2004 | Paragwaj            | Yanina González          |
| 2005 | Serbia i Czarnogóra | Jovana Marjanovic        |
| 2006 | Wenezuela           | Marianne Puglia          |
| 2007 | Hiszpania           | Ángela Gómez             |
| 2008 | Brazylia            | Tatiane Alves            |
| 2009 | Hiszpania           | Alejandra Echevarria     |
| 2010 | Portoryko           | Yeidy Bosques            |
| 2011 | Wenezuela           | Caroline Medina          |
| 2012 | Brazylia            | Camilla Brant            |
| 2013 | Korea Południowa    | Catharina Choi           |
| 2014 | Rosja               | Anastasia Trusova        |
| 2015 | Brazylia            | Thiessa Sickert          |
| 2016 | Brazylia            | Bruna Zanardo            |
| 2016 | Stany Zjednoczone   | Corrin Stellakis         |
| 2017 | Rosja               | Lada Akimova             |
| 2018 | Meksyk              | Melissa Flores           |
| 2019 | Białoruś            | Alisa Manenok            |
| 2020 | Dania               | Michala Rubinstein       |
| 2021 | Tajlandia           | Jareerat Petsom          |

| Liczba zdobytych tytułów Miss Ognia | Kraj |
| ----------------------------------- | --- |
| 3                                   | Brazylia |
| 2                                   | Hiszpania, Wenezuela, Rosja                                                                                    |
| 1                                   | Argentyna, Grecja, Paragwaj, Polska, Serbia i Czarnogóra, Portoryko, Korea Południowa, Białoruś, Meksyk, Dania |